# Gisulf I.
Gisulf I. byl pravděpodobně prvním vévodou furlanským a také synovcem Alboina, prvního langobardského krále v Itálii. Na pozici vévody byl jmenován okolo roku 569, krátce poté, co Langobardi dobyli zdejší území. Nicméně někteří učenci věří, že prvním vévodou furlanským byl Gisulfův otec a Alboinův bratr, Grasulf.
Před jmenováním plnil roli marpahise, což byl langobardský titul pro podkoního, někdy taky označovaného jako štítonoše. Paulus Diaconus ho označoval jako muže vhodného pro každou práci. Gisulf požádal Alboina o povolení vybrat si faras (klany), se kterými bude vládnout ve Furálsku; jeho žádosti bylo vyhověno. Také si mohl vybrat, které rodiny budou ve Furálsku permanentně usazeny. Alboin mu taktéž přislíbil velké stádo klisen, patrně za jeho služby v roli podkoního.
Vládl přibližně v letech 569 až 590, poté nastoupil vládu jeho syn Gisulf II.